# Sogno del nobiluomo
Il sogno del nobiluomo (in spagnolo El sueño del caballero) è un dipinto a olio su tela (152x217 cm) di Antonio de Pereda, databile al 1670 circa e conservato nella Real Academia de Bellas Artes de San Fernando a Madrid.

## Descrizione
L'opera rappresenta un giovane nobiluomo del Seicento, addormentato su una poltrona. Egli vede in sogno un angelo, caratterizzato da un viso decisamente femmineo, che gli mostra l'effimera natura dei piaceri, delle ricchezze, degli onori e della gloria. L'insieme degli oggetti posti sul tavolo è di fatto una vera e propria natura morta in cui si stabilisce una condensazione di simboli e allegorie. Molti di essi spiccano per la loro continua presenza in tutte le opere del genere "vanitas": il teschio simboleggia la caducità della vita, la maschera teatrale è il simbolo dell'ipocrisia, i gioielli e il denaro sono le ricchezze (impossibili da portare all'altro mondo), il mazzo di carte e le armi stanno per il gioco d'azzardo e i piaceri della caccia. L'artista non ha mancato di inserire l'orologio, che indica lo scorrere inesorabile del tempo, e la candela spenta, simboleggiante il consumarsi della vita.